# Marina Blumenthal
Marina Blumenthal (geboren in Buenos Aires, Argentinien) ist eine argentinische Theaterschauspielerin, Moderatorin, Produzentin und Model.

## Leben
Als Kind trat sie zum ersten Mal im Musiktheater auf. Im Alter von 19 Jahren zog sie von Buenos Aires nach Los Angeles. 2013 trat sie gemeinsam mit Sofía Vergara auf deren YouTube-Kanal bei einem Comic-Kurzfilm auf.

## Filmografie
- 1999: El mar de Lucas
- 2003: The Ghouls
- 2003: My First Time (1 Folge)
- 2004: Como TV’s (TV-Serie)
- 2004: Porno
- 2006: Easter Bunny, Kill! Kill!
- 2008: Cuando volveras
- 2008: The Junkyard Willie Movie: Lost in Transit (Video)
- 2013: Chamacas (TV-Serie)
- 2013: Bike Cops Van Nuys (TV-Movie)
- 2015: Flowers for Monica (Kurzfilm)
- 2016: The Potential for Beauty
- 2017: Ataka (Kurzfilm)
- 2017: The Heart of a Woman (Kurzfilm)
- 2019: The Power of Beauty